# إقليم زلين
إقليم زلين (بالتشيكية: Zlínský kraj) هو أحد أقاليم جمهورية التشيك الأربعة عشر التي استحدثت حسب التقسيمات الإدارية الجديدة لجمهورية التشيك سنة 2000. يقع الإقليم في القسم الشرقي للبلاد، وفي الوسط الشرقي لمنطقة مورافيا التاريخية.
عاصمة هذا الأقليم هي زلين وبها تسمّى، ويحده من الشمال الشرقي إقليم أولوموتس، ومن الشمال إقليم مورافيا-سيليزيا، ومن الجنوب الغربي إقليم جنوب مورافيا، ومن الغرب إقليم باردوبيتسه، في حين يتاخم الإقليم من الشرق الحدود السلوفاكية.

## المقاطعات
يقسم الإقليم إلى 4 مقاطعات وهي:
- مقاطعة كروميشريش Okres Kroměříž
- مقاطعة أوهرسكه هراديشتيه Okres Uherské Hradiště
- مقاطعة فسيتين Okres Vsetín
- مقاطعة زلين Okres Zlín

## اقرأ أيضاً
- أقاليم جمهورية التشيك
- زلين